# Рутковська Ольга Анатоліївна
 Рутковська Ольга Анатоліївна  (нар. 3 березня 1973, м. Черкаси, Україна)  — українська мистецтвознавиця, експертка у сфері збереження нерухомої культурної спадщини, громадська діячка.

## Біографія
Народилася 3 березня 1973 року в місті Черкаси. Громадянка України.
У 1997 році закінчила Київський державний художній інститут (сьогодні — Національна академія образотворчого мистецтва і архітектури) за спеціальністю «Мистецтвознавство».
З 1990-х років працює у сфері збереження культурної спадщини. Зокрема, діяльність пов’язана з роботою у наукових, проєктних, дорадчих та управлінських структурах. Входить до складу Міжнародної ради з охорони пам'яток та історичних місць (ICOMOS Ukraine).
Основні етапи професійної діяльності: 
- 1990–1997 — працювала у Державному історико-архітектурному заповіднику «Стародавній Київ»;
- 1998–2000 — працювала у Київському науково-методичному центрі по охороні, реставрації та використанню пам’яток історії, культури та заповідних територій;
- 2001–2012 — працювала дослідником в Українському державному науково-дослідному та проектному інституту «УкрНДІпроектреставрація»;
- 2012–2016 — очолювала Український державний науково-дослідний та проектний інститут «УкрНДІпроектреставрація»;
- З 2017 — членкиня НК ІКОМОС України;
- 2017 — ініціаторка відродження Державного історико-архітектурного заповідника «Стародавній Київ», як самостійної юридичної особи.
- 2018 — співініціаторка створення сучасного археологічного музею на пам’ятці археології та історії національного значення «Ділянка прибережного міського кварталу середньовічного Києва»
- 2018-2019 — працювала в ДП «Всеукраїнський державний науково-методичний дослідно-інформаційний центр архітектурної спадщини»
- 2018–2019 — членкиня Президії Громадської ради Міністерства культури України;
- 2019–2021 — експертка Українського культурного фонду;
- Лютий 2022 — співзасновниця Громадської організації «Музей Однієї Нації на Поштовій площі»;
- 2023 – 2025 — координувала діяльність закладів культури в Департаменті культурної спадщини Міністерства культури та стратегічних комунікацій України [1].

## Професійна діяльність
Ольга Рутковська - дослідниця, співрозробниця та організаторка розробки науково-проєктної документації з реставрації, реабілітації та відновлення об'єктів нерухомої культурної спадщини. 
Співавторка історико-архітектурних опорних планів і зон охорони міст (Коктебель, Батурин, Судак, Чернівці, Житомир, Феодосія, Хмільник, Антоніни, Вознесенськ та ін.), генеральних планів заповідників (Національний заповідник «Софія Київська» (Судацька фортеця), Національний історико-меморіальний заповідник «Бабин Яр»).
Відома здійсненням фахової експертизи містобудівної документації, розробкою державних будівельних норм і стандартів, розробкою концепцій регенерації історичних комплексів, науково-дослідними програмами. Є співавторкою Концепції публічного управління у сфері містобудівної діяльності (2019), Концепції управління культурним надбанням України (2021). 
Розробниця проєктів реставрації, відтворення монументального живопису та іконостасів приділів Андрія Первозваного, Преображення Господнього та Іоанна Богослова в Успенському соборі, монументального живопису в Трапезній Києво-Печерської лаври, Володимирському соборі в Херсонесі, церквах Різдва Христового та Святого Митрополита Михаїла в Києві, іконостасу церкви Святої Трійці в с. Пустовойтівка Роменського району Сумської області тощо.
Організувала розробку науково-проектної документації для реставрації знакових об’єктів: Фасадів забудови та інженерних мереж Андріївського узвозу, Дзвіниці та Трапезної церкви з палатою Успенського собору, Стіни Дебаскета, Вознесенської церкви Національного заповідника «Києво-Печерська лавра», Андріївської церкви та споруд Судацької фортеці Національного заповідника «Софія Київська», Споруд Госпітального укріплення та Комендатури Київської фортеці, Пішохідної зони та Колони Магдебурзького права на Набережній в Києві, будівель Кабінету Міністрів України, Маріїнського палацу та прилеглої території парку в м. Києві, об’єктів Хотинської фортеці Чернівецької області, Полтавського краєзнавчого музею та будинку Полтавського зібрання, Катерининської церкви в Чернігові, споруд Домініканського монастиря у Вінниці та ін.
В сфері управлінської діяльності організовувала наукові дослідження пам’яток Києва, здійснювала координацію діяльності музеїв та історико-культурних заповідників, підпорядкованих Міністерству культури та стратегічних комунікацій України.
Координаторка серії експертних семінарів «Створення  дієздатної моделі управління сферою збереження культурного надбання  України» (2018), Всеукраїнського конкурсу на концепцію реабілітації культурного потенціалу Поштової площі «Річкова брама тисячолітнього Києва» (2018–2019), співорганізаторка виставок «Історичне місто. Повернення в майбутнє» (2018), «Герої козацької України» (2021), Першого всеукраїнського студентського форуму «Heritage. Reloading» (2020).

## Дослідження та публікації
Наукові інтереси пов’язані із збереженням  та реабілітацією нерухомої культурної спадщини, традиційного середовища історичних населених місць України, удосконаленням практики державного та приватного управління культурною спадщиною . Учасниця ряду наукових та науково-практичних конференцій Міжнародного та Всеукраїнського рівнів, присвячених питанням охорони культурної спадщини України та Європи, зокрема,- International Biennale of Arhitekture Krakow (2019), Conference on Cultural Heritage and New Technologies CHNT 25 (2020).
Співавторка науково-популярних і енциклопедичних видань: «Звід пам’яток історії та культури України. Київ» (2004, 2011), художнього альбому «Сорочинський іконостас» (2010), збірників «Судацькі читання», «Києво-Могилянські читання», «Мистецтвознавчі студії» тощо. Редагування та випуск науково-популярного видання Вісник Інституту «УкрНДІпроектреставрація».
Авторка публікацій і аналітичних матеріалів з проблем охорони культурної спадщини в Україні. Серед основних робіт:
- Рутковська О. Вулиця Велика Житомирська в містобудівному аспекті.- Вісник УкрНДІпроектреставрація.-1’.-Київ, 2003.-с.32-41
- Рутковська О. Шепітько Н. Об’ємно-просторове вирішення храму Пресвятої Богородиці Десятинної (за історичними джерелами та дослідженнями).- Вісник УкрНДІпроектреставрація.-1’.-Київ, 2003.-с.66- 80
- Шепітько Н. Рутковська О. Нотатки з історії церкви Стрітення Господнього на Львівській площі в Києві.- Вісник УкрНДІпроектреставрація.-1’.-Київ, 2003.-с.81-90
- Рутковська О. Китаївський пустинницький скит. З матеріалів історичної розвідки.- Вісник УкрНДІпроектреставрація.-2’.-Київ, 2004.-с.32-41
- Шепітько Н.,Рутковська О. Церква Св.Олександра Невського колишнього київського Товариства землеробських колоній та ремісничих притулків на вул.Стрийській,4.- Вісник УкрНДІпроектреставрація.-2’.-Київ, 2004.-с.92-101
- Рутковська О. Автори та їх живописні твори в соборі Херсонеса Таврійського.- Вісник УкрНДІпроектреставрація.-2’.-Київ, 2004.-с.102- 119
- Рутковська О. Історичні досліди з хронології розвитку смт Батурин Бахмацького району Чернігівської області та його історичного ареалу. (XVII ст. – радянський період) .-Вісник УкрНДІпроектреставрація.-3- 4’.-Київ, 2005.-с.118-147
- Рутковська О. Забудова на території садиби Старого Арсеналу на Печерську (до 1780 рр. та з середини 19 ст. до 2005 р.).-Вісник УкрНДІпроектреставрація.-5-6’.-Київ, 2006.-с.39-54
- Рутковська О. Проектні розробки та дослідження щодо відтворення Успенського собору Києво-Печерської Лаври. 1980 рр.-Вісник УкрНДІпроектреставрація.-5-6’.-Київ, 2006.-с.92-100
- Рутковська О. Іконостаси приділів Андрія Первозваного, Преображення Господнього та Іоанна Богослова в Успенському соборі Києво- Печерської Лаври. З досвіду відтворення програм іконопису-Вісник УкрНДІпроектреставрація.-5-6’.-Київ, 2006.-с.125-133
- Рутковська О.А., Поштаренко Ю.Г. Фортечна гора в м.Судак. до проблеми типологічного визначення та засобів охорони і популяризації природно-антропогенного ландшафту в сучасних умовах.-Сугдейский сборник.-Вип. IV.-Киев-Судак: «Горобец», 2010.-с.547-556
- Безякін В., Дорофієнко І.,Рутковська О. Охорона пам’яток – справа державна. Нове дослідження споруди музею Т.Г.Шевченка в Каневі архітектора Василя Кричевського.-Студії мистецтвознавчі.-Число 2 (34).-К., 2011.-с..114-120
- Рутковська О.А. До питання відтворення тематики та образів іконописних програм, створених Києво-Лаврською іконописною майстернею у І половині 18 ст. Іконостаси приділів Св.Преображення Господнього та Св.Йоана Богослова в Успенському соборі Києво- Печерської лаври.-Вісник інституту «УкрНДІпроектреставрація»: Збірник наукових праць/Тимкович В.Ю. (гол.ред), Гончарова К.В. (упоряд.) та ін./Інститут «УкрНДІпроектреставрація».Вип.7-8.-К.:Софія, 2013.-56-73
- Рутковська Ольга. До питання міжнародної підтримки щодо захисту культурних цінностей Східної України в зоні збройного конфлікту.- Київ,2016// електронний ресурс http://lostart.org.ua/ua/research/413.html
- Рутковська Ольга. Міфічний заповідник «Стародавній Київ». Або що це таке і як з цим бути.-Київ, 2019// https://site.ua/olga.rutkovska/18517-mifichniy-zapovidnik-starodavniy-kiyiv-abo-scho-tse-i-yak-z-tsim-buti/
- Рутковська Ольга. Гостинний двір. За крок до знищення.-Київ,2019// https://site.ua/olga.rutkovska/21045-gostinniy-dvir-za-krok-do-znischennya/
- Рутковська Ольга. Правила гри. Історичний ландшафт.-Київ,2020// https://site.ua/olga.rutkovska/26671-pravila-gri-istorichniy-landshaft/
- Рутковська Ольга, Білецький Віталій, Родькіна Тетяна. Музеєфікація пам’ятки «Ділянка прибережного міського кварталу середньовічного Києва» на Поштовій площі. В Києві. Досвід першої музеєфікації експозиції, яка побачила світ завдяки волі та цілодобової праці киян в листопаді 2019 р. //Пам’яткознавчі студії: Проблеми, практики, перспективи розвитку: Збірник наукових праць. Вип.1.-К.,2020.-с.121- 129
- Рутковська Ольга. Історико-архітектурний опорний план Києва. Гра в піжмурки.-К., 2021// https://site.ua/olga.rutkovska/istoriko-arxitekturnii- opornii-plan-kijeva-gra-v-pizmurki-i0kp261
- Рутковська О.А. Щодо відродження та розвитку Державного історико-архітектурного заповідника «Стародавній Київ» //Пам’яткознавчі студії: Проблеми, практики, перспективи розвитку: Збірник наукових праць. Вип.2.-Ніжин, 2021.-с.77-82
- Рутковська Ольга. Проблеми та можливості музеєфікації визначного місця, пам’ятки археології та історії національного значення «Ділянка прибережного міського кварталу середньовічного Києва» на Поштовій площі //Київські збірники історії, археології, мистецтва та побуту. Вип.2 (4).- Київ: Комунальний заклад «Центр консервації предметів археології», 2023.-с.82-86
- Культурне надбання України: руйнація чи збереження.-Київ, 2024 // електронний ресурс: https://blog.liga.net/user/orutkovska/profile
- Надбання чи спадщина? Збереження чи охорона? -Київ, 2024 // електронний ресурс: https://blog.liga.net/user/orutkovska/profile
- Феномен Музею на Поштовій.-Київ, 2024 // електронний ресурс: https://blog.liga.net/user/orutkovska/profile

## Нагороди
Нагороджена орденом ІІІ ступеню «Церква Святого Миколая» (за особистий внесок та активну участь у справі охорони та збереження культурної спадщини України).